# Lispe glabra
Lispe glabra este o specie de muște din genul Lispe, familia Muscidae, descrisă de Christian Rudolph Wilhelm Wiedemann în anul 1824. Conform Catalogue of Life specia Lispe glabra nu are subspecii cunoscute.